# Athenea Pérez
Athenea Pérez Nsué Anaya(Murcia, 6 de mayo de 1996) es una modelo y reina de belleza española, ganadora del concurso Miss Universo España 2023 y representó a España en Miss Universo 2023 en San Salvador (El Salvador),certamen en el cual quedó dentro del top 20 y para finalizar su participación quedó en el top 10, asimismo ganando el premio de “Miss Simpatía” votado por todas las participantes.

## Biografía
Pérez nació en Murcia, de dónde también es natural su padre, mientras que su madre es ecuatoguineana. Asistió a la Universidad Nebrija en Madrid, donde obtuvo su licenciatura en Publicidad, relaciones públicas y marketing, por su gusto por los medios de comunicación. Además, de pequeña obtuvo formación en gimnasia rítmica y logró participar en los conjuntos regionales de gimnasia rítmica, donde fue la primera chica racializada en dichas competiciones.

## Certámenes de belleza

### Miss World Spain 2013
El 23 de junio de 2013, Athenea Pérez concursó representando a Murcia en Miss World Spain 2013 y compitió contra otras 20 candidatas en Lago Martianez en Tenerife, donde no se clasificó.

### Miss Universe Spain 2019
El 18 de septiembre de 2019, Pérez volvió a representar a Murcia en Miss Universo España 2019 y compitió contra otras 17 candidatas en el Teatro Capital de Madrid, donde quedó como primera finalista y perdió ante la eventual ganadora Natalie Ortega de Barcelona.

### Miss Universe Spain 2023
El 1 de julio de 2023, la modelo representó a su ciudad en Miss Universo España 2023, compitiendo contra otras 17 candidatas en Los Olivos Beach Resort en Costa Adeje, Santa Cruz de Tenerife en Tenerife donde ganó el título y reemplazo a Alicia Faubel.

### Miss Universo 2023
El 18 de noviembre de 2023, la modelo murciana se convierte en la primera mujer racializada en representar a España en este en Miss Universo 2023 en San Salvador, capital de El Salvador. Logró clasificarse entre las 20 semifinalistas del certamen, posteriormente se hizo de con un lugar en el Top 10 de la competencia. Finalmente se ganó el cariño de sus compañeras, quienes la otorgaron el premio de "Miss Simpatía".

## Televisión
En septiembre de 2023, le llega su gran oportunidad al fichar por el programa de entrenenimiento, Cuentos chinos de Jorge Javier Vázquez, como reportera y colaboradora hasta la cancelación del programa por baja audiencia.
En enero de 2024, se hace pública oficialmente su participación en la segunda edición de Bailando con las estrellas a su llegada a Telecinco, junto con Adrián Lastra, María Isabel López, Miguel Torres o Mala Rodríguez entre otros rostros populares. En el concurso Athenea fue la primera en obtener el mayor puntuaje de votos en tan sólo una semana de concurso, sorprendiendo a todos por su gran destreza para la danza, siendo unas de las favoritas del jurado y el público.

## Trayectoria
| Año  | Programa                   | Canal     | Rol         | Notas        |
| ---- | -------------------------- | --------- | ----------- | ------------ |
| 2023 | Cuentos chinos             | Telecinco | Reportera   |              |
| 2024 | Bailando con las estrellas | Telecinco | Concursante | 4ª finalista |
| 2024 | Los 50                     | Telemundo | Concursante | 26.° puesto  |